# Betta dennisyongi
Бійцівська рибка Йонга (Betta dennisyongi) — тропічний прісноводний вид риб з родини осфронемових (Osphronemidae), підродина макроподові (Macropodusinae).
Вид отримав свою назву на честь Деніса Йонга (англ. Dennis Yong Ghong Chong), відомого знавця-натураліста в різних галузях тропічної фауни та флори Південно-Східної Азії, зокрема, він має інтерес і до лабіринтових риб. Йонг супроводжував Геок Гуй Тана (англ. Heok Hui Tan), автора опису виду, в багатьох поїздках, ділився з ним цікавими історіями, порадами та гастрономічними захопленнями.
B. dennisyongi та близький до неї вид B. rubra утворюють окрему групу видів бійцівських рибок Betta rubra. Вони розрізняються малюнком на голові, певними деталями забарвлення тіла, деякими морфологічними відмінностями, а також районами поширення в дикій природі. Певний час зразки обидвох видів ідентифікувалися однаково як B. rubra, під цією назвою вони були також присутні в торгівлі акваріумними рибами. Лише більш детальний огляд зовнішності риб у сполученні з прив'язкою до місць походження зразків дозволив 2013 року розділити ці два види. B. dennisyongi та B. rubra іноді живуть в одних і тих самих районах, але займають різні біотопи. Якщо B. rubra зустрічається переважно в кислих водах торфових боліт, то B. dennisyongi надає перевагу струмкам з чистою проточною водою, що має показник pH 7,0.

## Опис
Бійцівська рибка Йонга має порівняно струнке тіло (його висота становить 23,1–28,5 % стандартної довжини) з відносно короткою головою (довжина голови становить 29,9–37,1 % стандартної довжини). Максимальний розмір — 35,4 мм стандартної (без хвостового плавця) довжини. Спинний та анальний плавці загострені на кінці, спинний має 1 твердий і 8 м'яких променів, анальний — 2-3 твердих і 22-24 м'яких. Спинний плавець віднесений доволі далеко назад (предорсальна довжина становить 64,0–69,2 % стандартної). Довжина основи анального плавця приблизно вдвічі менша за стандартну довжину (47,2–58,4 %). Хвостовий плавець округлий, має подовжену центральну частину. Черевні плавці серпоподібні з довгим нитчастим першим променем, довжина якого становить 28,0–40,6 % стандартної довжини. Грудні плавці округлі. У бічній лінії 30-32 луски. Хребців 29-30.
Основний колір тіла червонуватий до коричнюватого, спинка темніша за черево. Верхня частина голови вкрита темно-коричневими до чорного цятками. Нижня губа чорна. Нижня половина райдужної оболонки очей блакитна. Під оком розташована характерна темно-коричнева до чорного пляма трикутної форми. Задня половина зябрових кришок червонувата або жовтувато-коричнева із золотавим та блакитним лиском; край зябрових кришок яскраво-червоний. У нижній половині тіла присутні 5-8 нерегулярно розташованих чорнуватих вертикальних смуг. Плавці червонуваті; спинний, хвостовий та анальний мають яскравий зелено-блакитний край; основа анального плавця з блакитним лиском. На корені грудних плавців розташована зелено-блакитна цятка у формі півмісяця. Черевні плавці червонуваті з блакитним відливом та синім кінчиком.
Самці забарвлені яскравіше за самок і мають ширші непарні плавці.

## Поширення
Бійцівська рибка Йонга поширена вздовж західного узбережжя індонезійської провінції Ачех, що на півночі Суматри, в межах округів Західний Ачех (індонез. Aceh Barat), Наган-Рая (індонез. Nagan Raya), Південно-Західний Ачех (індонез. Aceh Barat Daya), Південний Ачех (індонез. Aceh Selatan) та Ачех-Сингкіл (індонез. Aceh Singkil). Орієнтовна територія поширення виду становить 4421 км². Басейни річок прибережних районів північно-західної частини Суматри розглядаються як окрема іхтіофауністична провінція з великою кількістю ендемічних видів, серед яких і Betta dennisyongi та близька до неї Betta rubra.
Бійцівська рибка Йонга зустрічається в струмках, що протікають серед невисоких пагорбів. Риби були виявлені в двох типах водойм: у струмках з відносно швидкою течією, піщаним ґрунтом, крутими берегами з глини та прозорою водою з показником pH 7,0, а ще у водоймах із повільною течією, мулистим глиняним дном і коричневою водою з pH 6,0. Зазвичай ці риби тримаються серед шару опалого листя, що лежить на дні, або серед прибережної рослинності. Синтопичні види: Osteochilus jeruk, Rasbora jacobsoni, Rasbora kluetensis (родина Cyprinidae), Nemacheilus tuberigum (родина Nemacheilidae), Mystus punctifer (родина Bagridae), Ompok brevirictus, Kryptopterus piperatus (родина Siluridae).
Стан збереження виду оцінюється як уразливий. Причиною цього є його обмежений ареал і загроза деградації середовищ існування, викликана вирубуванням лісів. Додаткову загрозу становить надмірний вилов Betta dennisyongi для торгівлі акваріумними рибами. Ніяких природоохоронних заходів, спрямованих на збереження цього виду, не проводиться.

## Розмноження
Бійцівська рибка Йонга виявляє батьківську турботу про потомство в формі оральної інкубації ікри. Самець виношує кладку в роті, а тоді випускає вже повністю сформованих мальків, які вільно плавають.

## Утримання в акваріумі
З моменту повторного відкриття Betta rubra в 2007—2008 роках цей вид спорадично був доступний у торгівлі декоративними акваріумними рибами. Багато фотографій з підписом «B. rubra», якщо проаналізувати забарвлення зображених на них риб, насправді показують B. dennisyongi, інші ж — справжню B. rubra. Обидві рибки є близькими родичами й привозились в одних партіях, трималися разом, тому це створило зрозумілу плутанину. Наявні звіти про утримання та розведення цих риб також поєднують особливості двох видів.
Оптимальний розмір акваріума для утримання пари риб — від 40 літрів, для групи потрібно більше. Параметри води: показник pH 5,0-7,0, твердість 1–5 °dGH, температура 22–27 °C. Риби, які були вирощені в умовах акваріума, пристосувалися до сухих кормів, але краще годувати їх дрібним живим кормом.